# Hải lưu Nam Xích đạo
Hải lưu Nam Xích đạo là các hải lưu lớn đáng kể tại ba đại dương là Thái Bình Dương, Ấn Độ Dương và Đại Tây Dương. Chúng chảy theo hướng từ đông sang tây trong khoảng từ xích đạo tới 20° vĩ nam. Mặc dù có tên gọi là nam xích đạo, nhưng tại Thái Bình Dương và Đại Tây Dương, các hải lưu nam xích đạo lại vượt qua cả đường xích đạo tới khoảng 5° vĩ bắc.
Trong phạm vi Nam bán cầu, các hải lưu nam xích đạo là phần nhánh chảy theo hướng từ đông sang tây của các hoàn lưu cận nhiệt đới có quy mô rất lớn. Các hoàn lưu đại dương này chịu sự tác động tổ hợp của gió mậu dịch trong khu vực nhiệt đới và gió tây ở phía nam của khoảng vĩ độ 30 ° vĩ nam, thông qua một quy trình rất phức tạp, bao gồm cả sự gia tăng của hải lưu ranh giới phía tây.
Tại xích đạo, các hải lưu nam xích đạo chịu tác động trực tiếp của gió mậu dịch thổi theo hướng từ đông sang tây.
Trong Ấn Độ Dương thì hải lưu nam xích đạo chảy theo hướng từ đông sang tây chỉ phát triển ở phía nam của xích đạo. Ngay tại xích đạo thì gió đổi hướng hai lần mỗi năm do hiện tượng gió mùa và các hải lưu bề mặt có thể chảy hoặc là từ đông sang tây hoặc là từ tây sang đông. 